# Оливейра, Руан
Руа́н де Оливе́йра Ферре́йра (порт.-браз. Ruan de Oliveira Ferreira; род. 23 марта 2000, Параизу-ду-Норти, Парана), более известный, как Руан Оливейра (порт. Ruan Oliveira) — бразильский футболист, атакующий полузащитник клуба «Метрополитано», выступающий на правах аренды за луганскую «Зарю».

## Клубная карьера
Оливейра — воспитанник клуба «Метрополитано». 20 января 2019 года в матче Лиги Катариненсе против «Шапекоэнсе» он дебютировал за основной состав. 3 марта в поединке против «Шапекоэнсе» Руан забил свой первый гол за «Метрополитано». В 2020 году Оливейра перешёл в «Коринтианс» на правах аренды. 13 августа в матче против «Атлетико Минейро» он дебютировал в бразильской Серии A. 10 июня 2023 года в поединке против «Куябы» Руан забил свой первый гол за «Коринтианс».